# Laurier (metrostation)
Laurier is een metrostation in het stadsdeel Le Plateau-Mont-Royal van de Canadese stad Montréal. Het station werd geopend op 14 oktober 1966 en wordt bediend door de oranje lijn van de metro van Montréal.